# 清里千聖
清里 千聖（きよさと ちせい、1993年6月18日 - ）は、愛知県名古屋市出身の、ZIP-FMのナビゲーター、ラジオパーソナリティ、タレント。元OS☆Uのメンバーでキャプテンである。

## 経歴
聖霊中学校・高等学校在学中の高校2年生の時に当時のプロデューサーに栄でスカウトをされOS☆Uの活動を開始。グループの1期生、初代キャプテン（担当カラーは赤色）として活動しながら、椙山女学園大学文化情報学部に進学、2016年卒業。
東海地区選抜アイドルユニット7☆3の初期メンバー、センターとして活動もしていた。
2017年4月よりZIP-FMのミュージックナビゲーターとしての活動を開始する。
2017年11月11日にZepp Nagoyaで OS☆U卒業ライブを行っている。
2023年3月16日には、自身のX（旧 Twitter）で結婚したことを発表している。
2024年2月17日、自身のX（旧 Twitter）で妊娠を発表。同年5月18日から産休に入る予定と伝えられ、6月5日に第一子となる女児を出産した。

## 人物
- 性格は負けず嫌いである[2]。
- 一人っ子である。
- 日本エステティック協会認定のエステの資格を持っている。
- 好きな色は赤、ピンク、白。
- 食べることが大好きで、苦手な食べ物はパクチー。

### エピソード
- PEEPS!の最終回にて重宝をじゅうほうと読んだ。

FUNNY BUDDYにて
- 「荒戸完と清里千聖がナビゲートしているZIP-FMFUNNY BUDDY」と言おうとして自身の名前を「清里チサイ」と噛んで荒戸にかなりいじられた。
- ZIP-FM 七夕ステーション2019にてリスナーの願い事を短冊に書く際、離乳食を正しく書けず「離入食」と書いたことがある。
- 桜通大津の交差点にあるセブンイレブンでレジに杏仁豆腐を置こうとしたら落としてプラスチックの容器が割れ、顔面に杏仁豆腐がかかったことがある。

## 出演
テレビ
- メ〜テレ特別番組「輝く！東海の企業たち」
- テレビ朝日「全力坂」
- CBCテレビ「エグスプロージョンのウミひとココロTV」アシスタントMC
- 東海テレビ「なご☆リポ選手権」優勝
- 東海テレビ「スーパーニュース」
- 中京テレビ24時間テレビチャリティーライブ2014特番
- CBCテレビ「なないろDREAM TV」レギュラー出演
- CBCテレビ「アイドリぃむTV」レギュラー
- CBCテレビ企画アイドルグループ

「7☆3」センター投票争奪1位
- 中京テレビ「前略、大徳さん」
- CBCテレビ「なるほどプレゼンター！花咲かタイムズ」
- 東海テレビ「オーシャンズTV」レギュラー出演
- 東海テレビ「お茶の間アンサー」
- 中京テレビ「キャッチ!」
- NHK 「さいはっけん！東海道物語」
- NHK 「さらさらサラダ」
- NHK Eテレ「Rの法則」
- メ〜テレ 「BOMBER-E」
- メ〜テレ「輝く！東海の企業たち」
- 日本テレビ「バズリズム」
- テレビ東京「新春！お笑い名人寄席」
- テレビ愛知「名古屋アイドル百花繚乱！〜2014年私たちどうすればいいですか？〜」
- テレビ愛知 「黒ちゃんねる」
- テレビ愛知「美女のミニ惑」
- スターキャット「おすばん！」レギュラー出演

CM
- LeTAOプレミアまあある
- 玉越
- タイヤ&ホイール専門店 Craft
- 赤から鍋
- テレビ愛知「XPERIA Z1インフォマーシャル」
- テレビ愛知「SONYスマートフォン インフォマーシャル」
- テレビ愛知「Xperia（TM）Z4 Tabletインフォマーシャル」

ラジオ
- ZIP-FM PEEPS! レギュラー出演(2017年4月 - 2020年3月)
- ZIP-FM FUNNY BUDDY レギュラー出演(2018年4月 - 2020年3月)
- ZIP-FM BEATNIK JUNCTION レギュラー出演(2020年4月 - 2023年3月)
- ZIP-FM ESSENTIAL MUSIC レギュラー出演(2022年4月 - 2024年5月)
- ZIP-FM JOYFUL² レギュラー出演(2023年3月31日 - )[6]
- ZIP-FM Sparkling レギュラー出演(2023年4月1日 - )[6]
- CBCラジオ「OS☆Uのトリセツ」メインパーソナリティ レギュラー出演
- CBCテレビ企画アイドルグループ「7☆3」ラジオ番組レギュラー争奪1位
- CBCラジオ「7☆3 アイドリぃむ！RADIO」レギュラー出演
- CBCラジオ 「7☆3 I-DREAM STATION」レギュラー出演
- CBCラジオ 北野誠のズバリ
- CBCラジオ つボイノリオの聞けば聞くほど
- CBCラジオ ナガオカ×スクランブル
- CBCラジオ「丹野みどりのよりどりっ！」
- CBCラジオ「酒井直斗のラジノート」
- CBCラジオ「新栄トークジャンボリー」
- FM AICHI「大須アメ横presents OS☆U We are 大須 LOVERS」レギュラー出演
- FM AICHI「SUPER RELAX TIME」
- 東海ラジオ「アイドル3」レギュラー出演
- 東海ラジオ「オカザえもんと岸田メル！」アシスタント
- 東海ラジオ「吟ちゃんのみんなにエール」
- NHKラジオ第1「夕刊ゴジラジ」

雑誌
- KADOKAWA 発行 東海ウォーカー
- ラーメンウォーカー
- 東海版デートプラス
- MARQUEE
- るるぶFREE他

舞台
- 「アリスインクロノパラドックス2014」

名古屋公演   藤沢桜 役
- 演劇組織KIMYO10周年記念第17回公演

「ドラザムライ」 鳥場愛子役　
ドラマ
- フジテレビ系列　水球ヤンキース

映画
- 松竹映画「柘榴坂の仇討」町娘役

## イメージキャラクター、PR隊
- 愛知県知事選挙イメージモデル
- 名古屋市「オレンジリボン広め隊」
- 名古屋市児童虐待防止 PR キャラクター任命
- 名古屋市「歴史の里広報天使」
- 志段味・白鳥塚古墳群公式 PR 大使任命
- 愛知県赤十字血液センター「献血大使」
- 愛知県「あいち消防団 PR 大使」
- あいち JA-SS「オフィシャルセーフティユニット OS☆U」
- NHK 全国あまちゃんマップ!あなたの町おこしキャンペーン地元サポーター
- 名古屋港公式 PR キャラクター「名港フレンズアテンダント」
- 2014年度 NHKオンデマンド公式イメージキャラクター
- 愛知県「あいち☆かしこい消費者応援団」
- 愛知県消費者被害防止 PR キャラクター
- 大須観音通商店街振興組合 万松寺通り推す推す隊
- 名古屋市中区公式 PR大使 中区広報大使
- 愛知県「フラワーバレンタインあいち公式サポーター」
- 愛知県「あいちエコアクション広報部」
- 第24回ウォーカソン国際チャリティーフェスティバル広報活動 PR キャラクター 「WALKATHON PR AMBASSADOR」
- 丸栄屋上ビアガーデン公式イメージキャラクター
- 第66回社会を明るくする運動愛知県PR大使
- 愛知県 薬物乱用防止 PR キャラクター「ダメ、ゼッ隊」任命
- コンタクトレンズ ハートアップイメージモデル
- 中日写真協会昭和村フォトコンテストモデル